# An-Nasir Yusuf
Al-Malik an-Nasir Salah ad-Din Yusuf (arabisch الملك الناصر صلاح الدين يوسف, DMG al-Malik an-Nāṣir Ṣalāḥ ad-Dīn Yūsuf; * um 1228; † Herbst 1260) war der letzte Sultan von Syrien aus der Dynastie der Ayyubiden. Er war zudem der letzte direkte Nachkomme des berühmten Saladin, der sein Urgroßvater war und dessen Namen er trug.
Nach dem Tod seines Vaters al-Aziz Muhammad im Jahr 1236 folgte ihm an-Nasir als Emir von Aleppo nach. Weil er noch ein Kind war, übernahm zunächst seine Großmutter, Daifah Khatun, die Regentschaft in Aleppo. Deren Bruder, Sultan al-Kamil, beabsichtigte Syrien wieder mit Ägypten zu vereinen und zog mit einem Heer herauf. Daifah Khatun verbündete sich mit al-Aschraf von Damaskus, der aber schon 1237 starb, worauf Damaskus von al-Kamil eingenommen wurde. Dort aber starb der Sultan selbst im März 1238, was die weitere Unabhängigkeit Aleppos sicherstellte. Aber auch nachdem an-Nasir die Herrschaft selbst übernommen hatte, musste er sich stets gegen Sultan as-Salih Ayyub verteidigen und verbündete sich dafür mit seinen Vettern aus Homs, Karak und auch den christlichen Kreuzfahrerbaronen. Diese Allianz musste allerdings in der Schlacht von La Forbie (18. Oktober 1244) eine schwere Niederlage gegen ein ägyptisches Heer hinnehmen, in dessen Folge Sultan as-Salih Damaskus einnehmen konnte.
Auf den Tod des Emirs al-Mansur Ibrahim von Homs 1246 verbündete sich an-Nasir mit al-Mansur Muhammad II. von Hamah. Nachdem sich Sultan as-Salih nach Ägypten zurückgezogen hatte, eroberten die Verbündeten im Sommer 1248 Homs, welches an-Nasir seinem Herrschaftsbereich einfügte. Sultan as-Salih zog darauf gegen an-Nasir und belagerte ihn in Homs. Da aber gleichzeitig König Ludwig IX. von Frankreich auf Zypern eintraf (Sechster Kreuzzug), brach as-Salih die Belagerung ab, um die Verteidigung Ägyptens zu organisieren. Laut dem Kreuzzugschronisten Jean de Joinville wurde der Rückzug des Sultans durch einen von an-Nasir in die Wege geleiteten Giftanschlag beschleunigt, nachdem die Gesundheit des Sultans chronisch geschwächt blieb. Der Sultan starb im November 1249 noch während des Kampfes gegen die Kreuzritter.
Der neue Sultan Turan Schah konnte im April 1250 über die Kreuzritter siegen, wurde darauf aber von den Mameluken ermordet, die nun ihrerseits die Herrschaft in Ägypten an sich rissen. An-Nasir ergriff die Chance und besetzte am 11. Juli 1250 Damaskus. Damit begründete er ein unabhängiges Ayyubidensultanat in Syrien. Für ein gemeinsames Bündnis gegen die Mameluken bot er dem in Akkon regierenden Ludwig IX. eine Pilgerreise nach Jerusalem an, doch Ludwig IX. schlug aus Rücksichtnahme gegenüber jenen noch von den Mameluken gefangen gehaltenen Kreuzfahrern ein Bündnis aus. Am 21. Februar 1251 scheiterte eine Invasion Ägyptens in der Schlacht von al-Kura, worauf an-Nasir militärisch geschwächt auf seine Ambitionen für eine Herrschaft in Kairo verzichten musste. Im April 1253 einigte er sich vertraglich mit den Mameluken auf die bestehenden Verhältnisse. Darauf unternahm er Angriffe auf die Kreuzfahrerstädte Akkon und Sidon, wobei er bei letzterer 2000 Einwohner töten ließ. Trotz seines Friedens mit den Mameluken versuchte an-Nasir, sie in den folgenden Jahren gegeneinander aufzubringen, und gewährte unter anderem Baibars Asyl in Damaskus. 1257 wurde Sultan Izz ad-Din Aybak ermordet, woraufhin Qutuz die Macht in Ägypten übernahm.
Die Lage änderte sich schlagartig, als 1258 die Mongolen unter dem Il-Khan Hülegü in Mesopotamien einbrachen und das Kalifat in Bagdad stürzten. An-Nasir entsandte umgehend seinen Sohn al-Aziz an Hülegü als Zeichen seiner Unterwerfung. Doch als Hülegü 1259 in Syrien erschien, verließ an-Nasir Aleppo und sammelte Truppen in Damaskus. Im Januar 1260 eroberten die Mongolen Aleppo und anschließend Homs. Weil um dieselbe Zeit in Syrien die Nachricht vom Tod des mongolischen Großkhans eintraf, zog Hülegü mit dem größten Teil seines Heeres nach Zentralasien zurück, ließ aber noch starke Truppen unter seinem Feldherrn Kitbukha zurück. An-Nasir nahm nun Kontakt zu Qutuz auf, um sich mit ihm zu verbünden. Im März 1260 zogen die Mongolen in Damaskus ein, an-Nasir floh mit seinen Truppen nach Transjordanien. Bevor er sich aber mit dem heraufziehenden Heer der Mameluken vereinigen konnte, wurde er von seinen eigenen Gefolgsleuten verraten, an die Mongolen ausgeliefert und von Kitbukha an Hülegü gesandt. Als dieser die Nachricht von der Niederlage Kitbukhas in der Schlacht bei ʿAin Dschālūt (3. September 1260) vernahm, ließ er an-Nasir enthaupten.
An-Nasir Yusuf war mit Maleka Khatum verheiratet, einer Tochter des Sultans der Rum-Seldschuken Kai Kobad I.